# Michael Milne
Pour les articles homonymes, voir Milne.
Pas d'image ? Cliquez ici

a Compétitions nationales et continentales officielles uniquement.

b Matchs officiels uniquement.
Dernière mise à jour le 9 juillet 2025.
Michael Milne, né le 5 février 1999 à Crinkill (Irlande), est un joueur international irlandais de rugby à XV jouant au poste de pilier gauche au Munster en United Rugby Championship.

## Biographie

### Jeunesse et formation
Michael Milne naît le 5 février 1999 à Crinkill, dans le comté d'Offaly, en Irlande. Il est le fils de Ger et Pauline Milne et a quatre sœurs. Il grandit dans l'exploitation familiale de viande bovine située à proximité de la ville de Birr. Il commence à jouer au rugby vers l'âge de cinq ans au Birr RFC, puis fréquente le Cistercian College (en) de Roscrea et aide l'équipe de l'école à remporter sa première Leinster Schools Rugby Senior Cup (en) en 2015.
En 2019, il est sélectionné en équipe d'Irlande des moins de 20 ans pour participer au Tournoi des Six Nations des moins de 20 ans. Il y joue trois matchs dans ce tournoi qui voit son pays s'imposer en réalisant le Grand Chelem. Puis, il est convoqué pour le Championnat du monde junior de la même année.

### Carrière professionnelle
Michael Milne fait ses débuts professionnels avec le Leinster le 28 septembre 2019 face au Benetton Trévise, à l'occasion de la première journée du Pro14 de la saison 2019-2020, quand il entre en jeu à 13 minutes de la fin du match à la place de Michael Bent (victoire 27-32),. La semaine suivante, il inscrit le premier essai de sa carrière lors d'une victoire 53-5 face aux Ospreys. Il marque un nouvel essai encore une semaine plus tard face à Édimbourg Rugby, dans une autre large victoire 40 à 14. Durant la suite de la saison, le Leinster atteint la finale du championnat où il s'impose 27 à 5 face à l'Ulster,. Michael Milne ne participe toutefois pas à ce match, devancé à son poste par les plus expérimentés Cian Healy et Ed Byrne. Pour sa première saison, il participe à neuf rencontres, marquant deux essais.
La saison suivante, en 2020-2021, Michael Milne signe son premier contrat professionnel en avril 2021, à l'âge de 22 ans. Ensuite, le Leinster se qualifie encore une fois en finale du Pro14 et bat le Munster 16 à 6,. Milne ne participe pas à cette rencontre. Il joue au total sept matchs toutes compétitions confondues durant cette saison, connaissant notamment sa première titularisation.
En raison d'une grave blessure au mollet, il manque une grande partie de la saison 2021-2022,. Il fait son retour sur les terrains et joue son seul match de la saison en avril 2022, contre les Stormers. Il manque ainsi la finale de la Coupe d'Europe perdue 21 à 24 face au Stade rochelais.
En début de saison 2022-2023, malgré le peu de match joués récemment, Michael Milne est sélectionné pour la première fois de sa carrière avec l'équipe Emerging Ireland (en) pour participer à une tournée en Afrique du Sud. Il entre en jeu lors de la victoire 54-7 contre les Griquas le 30 septembre, puis est titularisé lors de la victoire 21-14 contre les Cheetahs le 9 octobre. Un mois plus tard, il est appelé en équipe d'Irlande pour participer aux entraînements avant la tournée d'automne. Puis, en février 2023, il est sélectionné pour la première fois de sa carrière dans le groupe du le XV du Trèfle pour remplacer Cian Healy, blessé. Michael Milne ne connaît cependant pas sa première cape à cette occasion. De retour avec le Leinster, son équipe est dans un premier temps éliminée en demi-finale du United Rugby Championship par le Munster qui remportera la compétition. Toutefois, la province se qualifie en finale de la Champions Cup où elle affronte le Stade rochelais pour la seconde année consécutive. Milne ne participe pas à la finale devancé par Andrew Porter et Cian Healy. Les Rochelais l'emportent une fois de plus, sur le score de 27 à 26. Cette saison, Michael Milne a gagné beaucoup de temps de jeu, jouant quinze matchs dont huit titularisations et marquant sept essais.
En deuxième partie de saison 2024-2025, au mois de janvier 2025, il s'engage pour deux ans au Munster, qu'il doit rejoindre la saison suivante. Cependant, face à de nombreuses blessures au Munster, il y est prêté plus tôt que prévu pour y finir la saison. 

## Statistiques

### En province
| Saison         | Club           | Championnat               | Championnat | Championnat | Coupe d'Europe | Coupe d'Europe | Coupe d'Europe |
| Saison         | Club           | Compétition               | Matchs      | Essais      | Compétition    | Matchs         | Essais         |
| -------------- | -------------- | ------------------------- | ----------- | ----------- | -------------- | -------------- | -------------- |
| 2019-2020      | Leinster       | Pro14                     | 9           | 2           | Coupe d'Europe | -              | -              |
| 2020-2021      | Leinster       | Pro14                     | 5           | -           | Coupe d'Europe | -              | -              |
| 2020-2021      | Leinster       | Pro14 Rainbow Cup         | 2           | -           | Coupe d'Europe | -              | -              |
| 2021-2022      | Leinster       | United Rugby Championship | 1           | -           | Coupe d'Europe | -              | -              |
| 2022-2023      | Leinster       | United Rugby Championship | 13          | 7           | Champions Cup  | 2              | -              |
| Total Leinster | Total Leinster | Total Leinster            | 30          | 9           | Coupe d'Europe | 2              | 0              |

### Internationales
Michael Milne a disputé huit matchs avec l'équipe d'Irlande des moins de 20 ans en une saison, prenant part à une édition du Tournoi des Six Nations des moins de 20 ans en 2019 et à une édition du Championnat du monde junior en 2019. Il a inscrit un essai soit cinq points.

## Palmarès

### En province
- Leinster
  - Vainqueur du Pro14 en 2020 et 2021

### En sélection nationale
- Irlande -20
  - Vainqueur du Tournoi des Six Nations des moins de 20 ans en 2019 (Grand Chelem)